# Magyar borkultúra
Borkultúra alatt a bor forgalmazásával és fogyasztásával kapcsolatos tevékenységeket, valamint a bornak a történelemben, művészetben és a társadalmi életben betöltött szerepét értjük.[forrás?]

## Hármas eredet
Az első szőlőre, borra utaló régészeti leletek a Kr. e. I. századból valók. A magyar bortermelés hagyománya két kultúra egybefonódásával vált önállóvá: 
- Balaton-felvidék területén a római korban a római hagyományok terjedtek el.
- A kultúra az Itáliából, Burgundiából érkező bencés rend vagy más rend tagjaival érkezett hazánkba.

## A bor írásos megjelenése
Szőlőhegyi önkormányzatok, a promontoriumok (hegyközségek) első említése 1271-ből való. A borok származásához kapcsolódó periratok, s főleg az 1244-ig visszavezethető Budai Városi Jogkönyv kiforrott szőlőhegyi rendről, borjog-gyakorlatról tanúskodnak.

## 19. századi magyar borászat
Magyarországon az első borászati folyóirat 1836-ban jelent meg. A borminőségromlás megakadályozása érdekében bizottságot állítottak fel.
1895-ben Hegyközségi törvényt hoztak létre a bor származására vonatkozó védelemért.

## A pusztító filoxéra
Az 1874-1914 között Európa szerte pusztító filoxéra nagy feladatot jelentett a 19. század második felében. A vadalanyra (Vitis Labrusca) történő oltott szőlők jelentették a megoldást. Európa-szerte szállították a szőlővesszőket az újratelepítéshez. Ekkor hazánkban is új szőlőfajták elterjedése volt megfigyelhető, amelyek jó minőségű bort adva lehetőséget nyújtottak arra, hogy a szőlőtermesztés kilábaljon a nehéz helyzetből. Elterjedt a mézesfehér, a szilváni, a zöld vertelini, az olaszrizling, a kadarka, az ezerjó, a szlankamenka és a chasselas is.